# 魔燈梭鱈
魔燈梭鳕（学名：Ventrifossa lucifer）为輻鰭魚綱鱈形目鼠尾鳕科梭鳕属的鱼类。分布于菲律宾棉兰姥岛北部外海以及南中国海东部等，主要栖息于水深137.1米海底为软泥的海区。该物种的模式产地在菲律宾棉兰姥岛。